# 馬高斯山度士
馬高斯山度士（Marcos Geraldino dos Santos Junior，1996年4月8日－），生於巴西法布里西亞諾上校城，巴西職業足球運動員，司職中堅，現時效力香港超級聯賽球會大埔。

## 球會生涯

### 大埔
2023年7月，大埔宣佈馬高斯山度士加盟球隊。
2024年12月，他在2024年至2025年香港菁英盃上的進球被評為當月最佳金球。

## 榮譽
大埔
- 香港超級聯賽冠軍（2024–25）

## 外部連結
- 香港足球總會網頁球員註冊資料
- Transfermarkt